# Pardol
Pardol (persiska: پردول, Pardūl, پردل) är en ort i Iran.   Den ligger i provinsen Östazarbaijan, i den nordvästra delen av landet, 500 km nordväst om huvudstaden Teheran. Pardol ligger 1 401 meter över havet och antalet invånare är 322.
Terrängen runt Pardol är platt söderut, men norrut är den kuperad.Runt Pardol är det tätbefolkat, med 459 invånare per kvadratkilometer. Närmaste större samhälle är Tabriz, 17,6 km sydost om Pardol. Trakten runt Pardol består i huvudsak av gräsmarker.